# 幻日之画
幻日之画（Vädersolstavlanⓘ），是一幅瑞典油画，它描绘了一种神奇的气象景观，1535年4月20日在斯德哥尔摩被发现。画面的右上方描绘了幻日，该画就是以其命名。它是描绘幻日现象的首部画作，也是瑞典最古老的彩色风景画。
原画一般被认为是烏爾班·馬拉雷的作品，现已遗失，实际上现在已不知道关于它的情况了。雅各布·海因里希·埃爾布法斯于1636年展示的临摹版据信是一副精确的仿作。画面曾经严重褪色，直到1998年修复以前都难以识别。